# Mai 1813
Cette page présente les faits marquants du mois de mai 1813.

## Événements
- 1er - 2 mai : victoire française de Lützen contre les Prusso-Russes.

- 10 mai : offensive de Wellington, commandant en chef des forces militaires en Espagne[1].

- 13 mai, guerre de 1812 (États-Unis) : frontière de Détroit : Le chef shawnee Tecumseh vainc l'armée américaine dans le bois de Fort Meigs, près de la Maumee River (près de Toledo)[2].

- 14 mai : le roi du Cambodge Ang Chan II est restauré par l'intervention de l'empereur du Vietnam Gia Long[3].

- 20 - 21 mai : victoire de Napoléon à Bautzen, sur les troupes russo-prussiennes commandées par le maréchal Wittgenstein.

- 20 - 23 mai : panique boursière à Paris.

- 22 mai : victoire française au combat de Reichenbach[4].

- 25 mai : victoire des patriotes vénézuéliens à la troisième bataille de Maturín[5].

- 25 - 27 mai, guerre de 1812, campagne du Niagara : au Canada, les armées américaines capturent Fort George (Niagara-on-the-Lake).

- 27 mai : victoire française à la bataille de Hoyerswerda[6].

- 28 - 29 mai, guerre de 1812, frontière St. Lawrence-Lac Champlain : les Britanniques tentent, sans succès, de capturer Sackets Harbor.

- 30 mai : Davout reprend Hambourg.

## Naissances
- 3 mai Ole Berendt Suhr, marchand, investisseur, propriétaire foncier et philanthrope danois († 6 octobre 1875).
- 5 mai : Søren Kierkegaard, philosophe danois († 11 novembre 1855).
- 22 mai : Richard Wagner, compositeur allemand († 13 février 1883).
- 25 mai : baron Edmond de Sélys Longchamps, homme politique, entomologiste et ornithologue belge († 11 décembre 1900).

## Décès
- 1er mai : Jean-Baptiste Bessières, maréchal d'empire, tué près de Weißenfels par un boulet de canon (° 6 août 1768).
- 2 mai : Jacques Delille, homme d'église, poète, académicien français (élu en 1774) (° 22 juin 1738).
- 10 mai : Johann Karl Wilhelm Illiger, entomologiste et zoologiste allemand (° 9 novembre 1775).
- 23 mai : Michel Duroc, duc de Frioul, grand maréchal du palais de Napoléon Ier, tué à la Bataille de Bautzen (° 25 octobre 1772).